# Acanthomunna tannerensis
Acanthomunna tannerensis là một loài chân đều trong họ Dendrotionidae. Loài này được Schultz miêu tả khoa học năm 1966.